# Odell, Bedfordshire
Odell är en ort och civil parish i Storbritannien.   Den ligger i kommunen Borough of Bedford i  riksdelen England, i den södra delen av landet, 90 km norr om huvudstaden London.